# Ramzi Garmou
Ramzi Garmou (sinh 1945) là một Giám mục người Iraq của Giáo hội Công giáo nghi lễ Chaldeans, trực thuộc Giáo hội Công giáo Rôma. Ông hiện đang đảm trách cương vị Tổng giám mục Miền Tổng giáo phận Tehran, nghi lễ Chaldeans; Giám quản Tông Tòa Tổng giáo phận Ahvaz, nghi lễ Chaldeans và Chủ tịch Hội đồng các Giáo hội Iran. Ông cũng nguyên là Đại diện Thượng phụ Thăm viếng Châu Âu.

## Tiểu sử
Tổng giám mục Ramzi Garmou sinh ngày 5 tháng 2 năm 1945 tại Zākhō, thuộc Iraq. Sau quá trình tu học dài hạn tại các cơ sở chủng viện theo quy định của Giáo luật, ngày 13 tháng 1 năm 1977, Phó tế Garmou, 32 tuổi, tiến đến việc được truyền chức linh mục cho Tổng giáo phận Teheran, nghi lễ Chaldeans.
Sau 18 năm thực hiện các hoạt động mục vụ trên cương vị là một linh mục, ngày 5 tháng 5 năm 1995, linh mục Ramzi Garmou, 50 tuổi được tuyển chọn làm Giám mục, cụ thể với vị trí Tổng giám mục Phó Tổng giáo phận Tehran, nghi lễ Chaldeans. Lễ tấn phong cho vị tân chức được cử hành sau đó vào ngày 25 tháng 2 năm 1996, với phần nghi lễ truyền chức được cử hành cách trọng thể bới 3 giáo sĩ cấp cao. Chủ phong cho vị tân chức là Thượng phụ Raphael I Bidawid, Thượng ph5u Tòa Thượng phụ Babylon, nghi lễ Chaldeans. Hai vị còn lại với vai trò phụ phong gồm có Tổng giám mục Youhannan Semaan Issayi, Tổng giám mục Tehran, nghi lễ Chaldeans và Tổng giám mục Thomas Meram, Tổng giám mục chính tòa Tổng giáo phận Urmyā (Rezayeh), nghi lễ Chaldeans.
Sau  bốn năm được chọn làm Tổng giám mục Phó Tehran, Tổng giám mục Garmou chính thức kế vị trở thành Tổng giám mục chính tòa giáo phận này ngày 7 tháng 2 năm 1999.
Ngoài các nhiệm vụ chính, Tổng giám mục Garmou còn đảm nhiệm nhiều vai trò khác như Giám quản Tông Tòa Tổng giáo phận Ahvaz, nghi lễ Chaldeans từ năm 2013 đến nay; Chủ tịch Hội đồng Các Giáo hội Công giáo Iran trong hai giai đoạn từ năm 2007 đến tháng 11 năm 2011 và từ năm 2015 đến nay. Ngoài ra, ông còn là Đại diện Thượng phụ nghi lễ Chaldeans Thăm viếng Âu Châu từ ngày 20 tháng 7 năm 2013 đến ngày 19 tháng 11 năm 2016.